# Рукопись, найденная в ванне
«Рукопись, найденная в ванне» (пол. Pamiętnik znaleziony w wannie) — гротескный роман польского писателя и философа Станислава Лема. Название отсылает к роману Яна Потоцкого «Рукопись, найденная в Сарагосе». Первое издание романа выпущено в 1961 году издательством Wydawnictwo Literackie, Краков. Русский перевод выполнен К. В. Душенко в 1994 году.

## Сюжет
В предисловии повествуется о земной цивилизации «эпохи неогена», которая в момент «Великого Распада» в течение недели потеряла всё своё культурное наследие из-за так называемого «фактора РУ», приводившего к «папиролизу» всех бумажных носителей информации. Оправившись от катаклизма, человечество проявило большой интерес к истории периода папирократии, поскольку осталось очень мало культурных памятников тех времён. Одним из таких артефактов оказалась чудом сохранившаяся рукопись, обнаруженная в развалинах так называемого «Третьего Пентагона», полулегендарного сооружения, находившегося на территории государства «Аммер-Ка».
Главный герой, обычный человек, является по повестке в некое военное учреждение (Новый Пентагон, где-то под Скалистыми горами). Там его, после многочисленных недоразумений, проводят к Главнокомандующему, который поручает ему, в результате бюрократической ошибки (сбоя механизма документооборота) и собственной маразматичности, некую абсолютно секретную («особую») и смертельно опасную Миссию, считая его Секретным агентом. Сложность состоит в том, что суть этой миссии для героя абсолютно неизвестна — она написана в специальной инструкции, которую он никак не может получить — Главнокомандующий перепоручает его своим офицерам, которые один за другим таинственно пропадают (одного арестовывают, другой уходит и не возвращается, третий кончает жизнь самоубийством). Главный герой, будучи порядочным и обязательным человеком, желает непременно узнать суть этой миссии и выполнить её. Он приступает к бесплодным блужданиям по зданию учреждения.
Это здание из тысяч комнат наполнено шпионами и чиновниками всех мастей, с их ложью, интригами и бюрократией. Оно представляет собой свой особенный мир с абсурдом, безумием, отсутствием логики, наполнено шпионоведением и шпиономанией. Автор сравнивает здание с реальным миром, поросшим бюрократией, абсурдом, ложью. Герой остаётся один на один с этим хаосом, его ждут помешательство, безумие и отчаяние.